# Großfleck-Zibetkatze
Die Großfleck-Zibetkatze (Viverra megaspila) ist eine Raubtierart aus der Familie der Schleichkatzen (Viverridae). Die Art kommt in Südostasien vor und gilt als gefährdet. Über ihre Lebensweise ist kaum etwas bekannt.

## Beschreibung

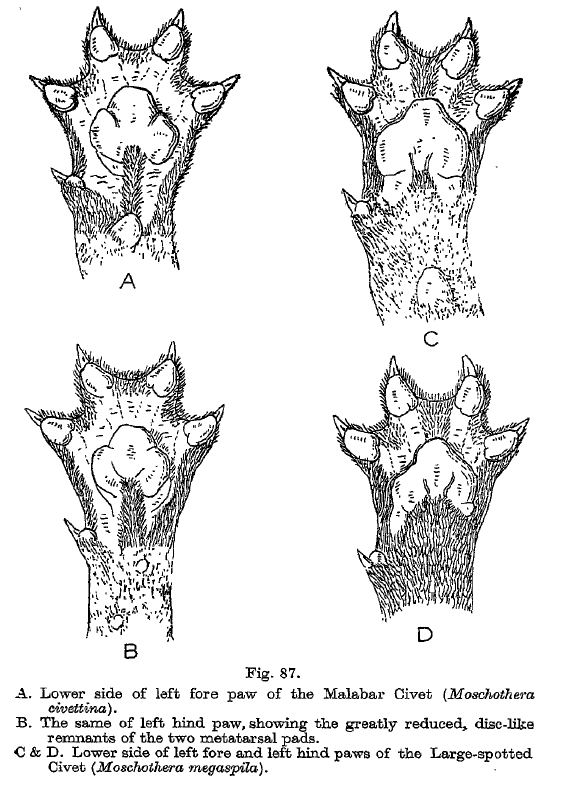
Fußballen von Malabar-Zibetkatze (links: A, B) und Großfleck-Zibetkatze (rechts: C, D)

Die Großfleck-Zibetkatze ist eine relativ große Art der Gattung Viverra. Sie erreicht ausgewachsen eine Kopfrumpflänge von 72–85 cm und eine Schwanzlänge von 30–37 cm. Das Körpergewicht liegt bei 8–9 kg. Die Grundfärbung variiert von grau bis gelbbraun und kontrastiert mit den schwarzen Flecken an Flanken und Schenkeln. Wie die ähnliche Malabar-Zibetkatze besitzt sie eine recht deutlich ausgeprägte Fellzeichnung mit relativ großen Flecken. Entlang der Rückenlinie verläuft eine Partie von schwarzen, aufstellbaren Haaren, die etwa 6 cm lang sind. Der Schwanz ist mit schwarzen Ringen gezeichnet. Auffällig sind die schwarzen und weißen Bänder im Bereich der Kehle und an den Seiten des Halses. Die Füße sind bräunlich. Im Vergleich zur Indischen Zibetkatze ist der Kopf massiver und die Schnauze länger. Der Schädel selbst weist ebenfalls einige Unterschiede auf. Darüber hinaus besitzt die Großfleck-Zibetkatze etwas kleinere Eckzähne und Schneidezähne, während die Backenzahnreihe länger ist. Im Vergleich zur Malabar-Zibetkatze sind die Backenzähne kleiner. Außerdem bestehen Unterschiede in der Morphologie der Fußballen. Großfleck-Zibetkatzen besitzen zwei Zitzenpaare.
Zahnformel:
{\displaystyle {I3\cdot C1\cdot P4\cdot M2 \over I3\cdot C1\cdot P4\cdot M2}}

## Verbreitung und Lebensraum

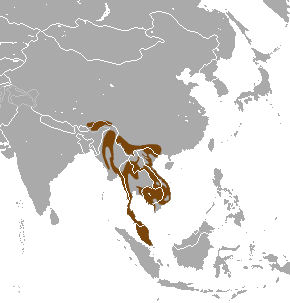
Geographisches Verbreitungsgebiet der Großfleck-Zibetkatze

Die Großfleck-Zibetkatze bewohnt weite Teile Südostasiens von Süd-China bis zur Südspitze der Malaiischen Halbinsel. In diesem Gebiet besiedelt sie in erster Linie immergrüne und laubabwerfende Wälder der Tieflagen, wobei auch gestörte Sekundärwälder bewohnt werden. Selten ist die Art oberhalb von 300 m anzutreffen, die höchsten Nachweise liegen bei etwa 520 m.
Das Verbreitungsgebiet umfasst ursprünglich China, Kambodscha, Laos, Malaysia, Myanmar, Thailand und Vietnam. Allerdings liegen für China und Malaysia keine aktuellen Nachweise vor. Historisch ist die Großfleck-Zibetkatze auch von der Insel Penang nachgewiesen. Ob Singapur zum Verbreitungsgebiet zählt, ist unklar.

## Systematik
Die Malabar-Zibetkatze (Viverra civettina) wurde bis vor kurzem als Unterart der Großfleck-Zibetkatze angesehen. Heute gelten beide als eigenständige Arten. Alle weiteren Populationen gelten als monotypisch, es werden also keine Unterarten mehr unterschieden.

## Lebensweise
Über die Lebensweise dieser Art ist kaum etwas bekannt. Die Tiere sind vorwiegend nachtaktiv und leben einzelgängerisch. Dabei halten sie sich vorwiegend am Boden auf.

## Gefährdung
Durch die Zerstörung der Tieflandwälder schwinden die Lebensräume der Art zusehends. Auch direkte Bejagung, vor allem mit Fallen und Hunden, stellt eine Bedrohung dar. Allerdings existieren kaum Informationen zu den genauen Bestandszahlen. Man nimmt an, dass die Populationen in 15 Jahren um etwa 30 % zurückgegangen sind. Aufgrund dieses starken Bestandsrückgangs wird die Art von der IUCN als Vulnerable (gefährdet) eingestuft. In allen Ländern mit Ausnahme von Kambodscha und möglicherweise Myanmar sind die Vorkommensgebiete stark zersplittert. Im äußersten Norden und Süden des Verbreitungsgebietes ist die Situation besonders dramatisch. Es gibt von dort für das Vorkommen der Art keine aktuellen Nachweise. Die jüngsten Meldungen aus China und Malaysia stammen aus den Jahren 1998 beziehungsweise 1985. Die Art kommt in einigen Schutzgebieten vor, etwa im Taphyra-Nationalpark in Thailand. In den meisten Staaten innerhalb ihres Verbreitungsgebietes ist die Großfleck-Zibetkatze geschützt, allerdings nicht in China.